# Зазроев, Андрей Иванович
Андре́й Ива́нович Зазро́ев (Зазрошви́ли) (груз. ანდრო ზაზროევი (ზაზროშვილი); 21 октября 1925, Тифлис — 16 марта 1987, Тбилиси) — советский футболист и тренер, заслуженный мастер спорта СССР, заслуженный тренер РСФСР.

## Биография
Родился 21 октября 1925 года в Тбилиси. Осетин. Обладал обострённым чувством справедливости и вспыльчивым характером, из-за чего у него периодически случались острые конфликты с руководством клубов, в которых он выступал. При этом обладал яркими лидерскими качествами — как на футбольном поле, так и за его пределами. Он был душой компании, довольно неплохо пел и играл на фортепиано — по его инициативе одноклубники и их жены часто собирались на коллективные «певческие вечера», что создавало дружескую атмосферу в коллективе.
Играя в киевском «Динамо», по собственном инициативе поступил на исторический факультет Киевского государственного университета, который, впрочем, не закончил. В 1966 году окончил технологический факультет Ленинабадского государственного университета.

## Карьера

### Клубная
Футболом начал заниматься с ранних лет. Отличался хорошей выносливостью, был хорошим спринтером, ловким и техничным игроком. Играл в юношеской сборной команде Грузинской ССР. Первой командой мастеров для молодого нападающего стали «Крылья Советов» из города Молотов, где он оказался сразу после войны. Потом некоторое время находился в лагере сухумского «Динамо».
Затем молодой игрок был приглашён в команду мастеров тбилисского «Динамо». Там, в Тбилиси его имя и фамилия были адаптирована на грузинский манер — Андро Зазрошвили. Тбилисские динамовцы регулярно боролись за самые высокие места в союзном первенстве, а сам Зазроев демонстрировал яркую и результативную игру. В составе тбилисского клуба в 1950 году завоевал бронзовые, а в 1951 году — серебряные награды. Однако, из-за своего вспыльчивого характера периодически становился источником конфликтов в команде, пока наконец, после одного из них в конце 1951 года он не был вынужден покинуть тбилисский клуб.
Не имея достойных предложение вновь отправился в «Крылья Советов». В это же межсезонье клуб отправился на предсезонные сборы в Одессу, где на Зазроева вышли представители киевского «Динамо». Сезон 1952 года начал уже в главной команде Украинской ССР и в первый же год в составе нового клуба стал серебряным призёром, забив 11 мячей в 12 матчах, и став лучшим бомбардиром чемпионата. За киевский клуб выступал с 1952 по 1955 год, в 1953—1954 годах был капитаном «Динамо». В 1954 году «Динамо», обыграв в финальном матче ереванский «Спартак» со счётом 2:1, завоевало первый в своей истории Кубок СССР. В 1955 году ему было присвоено почётное звание «Заслуженный мастер спорта СССР».
После сезона 1955 года вернулся в тбилисское «Динамо». В 1956 году в составе сборной Грузинской ССР занял второе место на футбольных соревнованиях летней Спартакиады народов СССР. В 1957 году закончил карьеру.

### Сборная СССР
Был капитаном второй сборной СССР.

### Тренерская и административная
Сразу после окончания карьеры футболиста вошёл в тренерский штаб тбилисского «Буревестника». В 1959 году стал тренером «Динамо». В 1964—1966 годах работал старшим тренером душанбинского «Энергетика». В 1967—1970 годах был старшим тренером команды «Спартака» (Орджоникидзе). В 1969 году впервые в истории команда заняла первое место в первенстве СССР по II группе класса «А» и вышла в высшую лигу отечественного футбола. За это достижение Зазроеву было присвоено звание «Заслуженный тренер РСФСР».
В 1971—1972 годах — старший тренер «Дилы» из Гори. В 1972 году на один сезон вернулся на пост старшего тренера «Спартака» (Орджоникидзе).
С 1974 года трудился в Управлении футбола Спорткомитета Грузии. В 1980—1981 годах вновь был у руля северо-осетинского «Спартака», но особых успехов на этот раз не достиг.

## Достижения

### Командные
«Динамо» Тбилиси
- Серебряный призёр чемпионата СССР 1951 года
- Бронзовый призёр чемпионата СССР 1950 года

«Динамо» Киев
- Серебряный призёр чемпионата СССР 1952 года
- Обладатель кубка СССР 1954 года

Сборная Грузинской ССР
- Второе место на футбольном турнире летней Спартакиады народов СССР 1956 году.

### Личные
- Лучший бомбардир чемпионата СССР: 1952
- В списке 33 лучших футболистов сезона в СССР: № 1 (1951); № 2 (1954)

## Личная жизнь
Сын Игорь (род. 1948) — также футболист, тренер.